# Tiszta Jogok Pártja
A Tiszta Jogok Pártja (horvátul: Čista Stranka Prava, ČSP) a Jogok Pártjának 1895-ös szétválásával létrehozott horvát nacionalista párt volt. Kisebb politikai párt volt, melyet a bécsi udvar is támogatott, mivel támogatta a horvátok lakta területek, Dalmácia, Horvátország és Szlavónia, Bosznia-Hercegovina, Isztria, Fiume és a Muravidék a Habsburg-dinasztia jogara alatti egyesítését.

## Története
1895-ben a Jogok Pártjában konfliktus alakult ki egyfelől Ante Starčević, Eugen Kumičić, Josip Frank és Mile Starčević, másfelől egy Fran Folnegović köré tömörült csoport között, akik az uralkodók oldalára álltak, és elítélték az 1895. október 16-iki eseményeket, amikor a zágrábi fiatalok Ferenc József érkezése alkalmából elégették a magyar zászlót. Ezt az eljárást hevesen támadta a Jogok Pártjának egyik vezetője Folnegović, aki a városi tanács tagja is volt. Mivel Ante Starčević és a körülötte lévő csoport kisebbségben maradt Folnegovićhoz képest, Ante Starčević kilépett a Jogok Pártjából, és megalapította a Tiszta Jogok Pártját. Meg kell említeni, hogy Folnegović a szabadkőműves páholy tagja volt, amely az akkori kormánnyal egyetértésben a Jogok Pártja, az akkori egyetlen horvát államalkotó párt megsemmisítésén dolgozott. 1896. február 28-án meghalt Ante Starčević, akit Josip Frank követett az elnöki székben.
1903-ban a Jogok Pártja és a Tiszta Jogok Pártja, amelyhez a Haladó Ifjúság és a Független Néppárt is csatlakozott, egy párttá egyesült, amelyet Horvát Jogok Pártjának (HSP) neveztek el, és Aleksandar Bresztyenszkyt választották meg elnöknek. Ez a párt a Horvát Haladó Párttal, a Szerb Független Párttal stb. együtt hamarosan belépett a horvát-szerb koalícióba (1904), létrehozva az ún. az új kurzus politikáját. Ezt követően a ČSP-nek nem volt más választása, mint 1905. október 11-én kilépni a HSP-ből, mivel nem tudta elfogadni a feltétel nélküli délszláv egyesítés politikáját, és a horvátországi szerbeknek biztosított szuverenitást. Ezt követően a párt a bécsi udvar oldalára állt, és még ha annak legenyhébb formájában is a trializmust hirdette. Ugyanakkor, különösen Bosznia-Hercegovina annektálása (1908) és az ún. nagy hazaárulói eljárás (a Szerb Független Párt 53 tagja ellen indított zágrábi bírósági eljárás) után hevesen támadta a horvát-szerb koalíciót és a szerbeket. Akkoriban a Tiszta Jogok Pártjának támogatóit „frankovcinak”, azaz frankistáknak hívták.
Ferenc Ferdinánd volt az uralkodóháznak az a tagja, akire Josip Frank politikai pályafutása kezdetétől támaszkodott. Frank már 1904-ben kezdett osztrák katonai és diplomáciai körök felé fordulni, abban a hitben, hogy ezek nagy segítséget jelentenek majd a horvát kérdés megoldásában. Amikor 1905 áprilisában Moritz Auffenberget kinevezték a 36. gyalogoshadosztály parancsnokává, megkezdődhetett Frank felemelkedése. Ugyanebben az évben a régi unionista Iso Kršnjavit, aki ekkorra már „nagy osztrák” volt és Frank „bécsi” irányvonalának szószólói közé tartozott, felvették a Tiszta Jogok Pártjába, de Frank álmai az előrejutásról és saját felemelkedéséről nem váltak valóra. Frank tevékenységét tovább hátráltatta, hogy 1906 végén pártja újabb szakadás előtt állt, aminek számos oka volt. Bírálták azért, mert a vezetés tudta nélkül tárgyalt egy magyar miniszterrel, a keresztényszociálisok vezetőjével, Karl Luegerrel, valamint az ún. „Argus”-cikkek miatt is, amelyekben Frano Supilót azzal vádolták, hogy „Belgrád zsoldosa”. Frank ellenfelei Mile Starčević és Ante Pavelić voltak, akik azt akarták, hogy Frank a saját érdekeit szolgáló cselekedetei miatt lépjen vissza, és adja át a Hrvatsko Pravo című újságot a párt tulajdonába. Frank, akinek saját emberei hátat fordítottak, kiállt a Ferenc Ferdinánd körüli nagy osztrák kör mellett, ezért, hogy a horvát földek és Bosznia-Hercegovina a Monarchián belül adminisztratív egységként egyesüljenek, a horvát kérdés megoldását szorgalmazta, amit Mile Starčević hívei, a „milinovcik”, Ante Starčević a szabad és független Horvátországról szóló eszményei elárulásának tekintettek, mert feladta a független horvát állam gondolatát. Ezt követően sok frankista elhagyta a pártot.
Amikor az 1908-as választásokon a Tiszta Jogok Pártjának csak egyetlen jelöltje, Milan Ogrizović lett képviselő, Frank társai között felerősödött a vágy, hogy „visszatérjenek” Ante Starčević irányvonalához, melyet Mile Starčević meg is tett. Így 1908. április 24-én a Tiszta Jogok Pártjában szakadás történt. Ennek oka az volt, hogy egyes jogpártiak egy teljesen független Horvátországot akartak, anélkül, hogy Bécsre támaszkodnának. Mile Starčević, David Starčević, Luka Starčević, Ante Pavelić, Franjo Kurfin és Ivan Peršić kiléptek a Tiszta Jogok Pártjából. Ez a csoport új pártot alapított, melynek a neve Starčević Jogok Pártja (Starčevićeva stranka prava) lett. Ennek a pártnak a híveit Mile Starčević után milinovcinak hívták. A következő időszakban, Bosznia-Hercegovina annektálása után Starčević pártja megszilárdult, a frankisták pedig nyíltan szolgálták Rauch rendszerét. 1909-ben Frank súlyosan megbetegedett, utóda Aleksandar Horvat, Karlo Bošnjak, Ivo Elegović, valamint Ivo és Vladimir Frank lett. Ugyanebben az évben a „Mlada Hrvatska” szervezet kiadta a „Grabancijaš” című folyóiratot, amelynek egyetlen száma jelent meg, ami azért fontos, mert azt írja, hogy a frankisták elárulták Starčević tanítását. Rauch rendszerének bukása után a Frank-párt helyzete is zűrzavaros volt, ugyanakkor túlságosan is eladósodott, mert Frank betegsége miatt nem jutott pénzhez, de a keresztényszociális pártiak kiegyenlítették számláikat, és eltávolították őket a közéletből. Erre azért volt szükségük, hogy a teljes jogpártot a vezetésük alá vonják, de ebben Frank akadályt jelentett volna számukra (származását tekintve zsidó volt). A pártok egyesülését Keresztényszociális Jogok Pártja néven 1910 szeptemberében jelentették be. Elnöke Aleksandar Horvat, alelnöke Vladimir Prebeg volt. A cél a horvát államiság megvalósítása volt a Monarchia trialista berendezkedésén belül.
1911. december 17-én meghalt Josip Frank, amely után az összes jogpárti, köztük a dalmát és az isztriai jogpártiak és a fiatal horvátok – a koalíciós Horvát Jogok Pártja kivételével – egy minden jogpártit tömörítő egységben egyesültek, amelynek élén Mile Starčević állt. 1913 nyarán azonban ismét szakadás volt a milinovcik és a frankisták között. A Jogok Pártjából ugyanis kilépett a Tiszta Jogok Pártja, amely Aleksandar Horvatot választotta meg elnökének, valamint a katolikus értelmiségiek is újraalapították a Horvát Keresztényszociális Jogok Pártját. Starčević hívei továbbra is Starčević Jogpártjaként (Starčevićeva stranka prava) működtek. Így ugyanabban az időben különböző jogpárt nevű, de eltérő politikai programokkal rendelkező pártok működtek. Mile Starčević halála után hívei fokozatosan a jugoszláv eszmék felé fordultak, ami 1918-ban be is igazolódott, míg a frankisták hűek maradtak Ante Starčević és Eugen Kvaternik eredeti programjához. A trónörökös 1914-es szarajevói meggyilkolása, majd az első világháború kitörése, után a párt újjáéledt, mert Bécset és Budapestet egyaránt biztosítéknak látta a Horvátország-Szlavóniát febyegető minden szerbbarát szeszély ellen. A Szábor 1915-ös újranyitása után a parlamenti ellenzékbe tartozó frankpártiak a Horvát Parasztpárt (akkor még Horvát Népi Parasztpárt) tagjaival együtt határozottan elutasították Szerbia és Horvátország minden egyesülését és a Birodalom esetleges felbomlását. A Független Szerb Pártot, a kormányzó horvát-szerb koalíció fő partnerét a belgrádi kormány puszta bábjának és egy állítólagos pánszerb politika ügynökének tekintették, amely a szerbeket egyetlen országgá akarta egyesíteni.

### Új állam és az új párt megalakulása
A Horvát Nemzetgyűlés 1918. október 29-én határozatot hozott egyfelől a Horvát Királyság, Szlavónia és Dalmácia, másrészt a Magyar Királyság és az Osztrák Birodalom között fennálló minden állami-jogi kapcsolat és kapcsolat felszámolásáról. Ezzel egy időben megalakult a szerb-horvát-szlovén állam, mely a mai Szlovéniából, Horvátországból, Bosznia-Hercegovinából és a Vajdaságból állt. Az újonnan létrejött államban minden hatalmat az Anton Korošec, idősebb Ante Pavelić és Svetozar Pribićević vezette Néptanács vett át. Ez a Néptanács aztán államcsínyt hajtott végre, és a horvát parlament tudta és jóváhagyása nélkül 1918. december 1-jén tisztelgő küldöttséget menesztett Belgrádba, hogy átadja a hatalmat Sándor szerb régensnek. A rövid életű állam így megszűnt, Szerbiával és Montenegróval való egyesülése pedig létrehozta a Szerb-Horvát-Szlovén Királyságot. Ezzel a tettével a horvát nép a történelem során először veszítette el nemzeti szuverenitását, amely a horvát parlamentben is kifejezésre jutott. A parlament hatáskörét a Néptanácsra ruházta át, és követelte az akkori összes párt feloszlatását. A Tiszta Jogok Pártja képviselőinek frakciója ezt nem tette meg, hanem a párttanácsra bízta az erről szóló döntést. A párttanács elutasította a feloszlatási javaslatot, és egyúttal úgy döntött, hogy a Tiszta Jogok Pártja egyesüljön a Starčević-féle Jogpárt maradványaival és más, az egyesülésben és az újonnan megalakult államban csalódott jogpártival. Az új és ismét egységes jogpárt a Horvát Jogok Pártja nevet kapta. 1919. március 1-jén új programot dolgoztak ki és fogadtak el, mely a Horvát Jogpárt Köztársasági Programjaként ismert. A párt elnökének Vladimir Prebeget választották, Ante Pavelić ügyvédet, a párt leendő elnökét pedig titkárnak. A programban egyértelműen megfogalmazódott, hogy a horvát nép nem fogadja el a szerb igát az osztrák-magyar helyett, hanem folytatja a küzdelmet a horvátok független és szuverén államáért.

## Fordítás
Ez a szócikk részben vagy egészben  a(z)   Čista stranka prava című horvát Wikipédia-szócikk ezen változatának fordításán alapul.  Az eredeti cikk szerkesztőit annak laptörténete sorolja fel. Ez a jelzés csupán a megfogalmazás eredetét és a szerzői jogokat jelzi, nem szolgál a cikkben szereplő információk forrásmegjelöléseként.